# Michel Joseph Maunoury
Michel Joseph Maunoury, född den 17 december 1847 i Maintenon (departementet Eure-et-Loir), död den 28 mars 1923 nära Artenay (departementet Loiret), var en fransk militär. 
Maunoury blev officer vid artilleriet 1870, deltog i 1870-71 års krig, befordrades inom vapenslaget till överste 1897 och regementschef 1901. Samma år blef han chef för 84:e infanteribrigaden, 1904 souschef i generalstaben, 1906 divisionsgeneral och chef för krigshögskolan, 1908 chef för 15:e och 1909 chef för 20:e armékåren och medlem av Conseil supérieur de la guerre. Åren 1910-12 
var han militärguvernör i Paris. Samma år avgick han ur aktiv tjänst. Åter inkallad vid första världskrigets utbrott i augusti 1914, förde han från 20 samma månad den av reservfördelningar bestående armée de Lorraine, som deltog i slaget vid Longwy, samt från 27 samma månad den nybildade 6:e armén (i Picardie), som efter slaget vid Combles (29:e samma månad) tog ställning nordöst om Paris, hotande tyska härens högra flank. Under slaget vid Marne utförde Maunourys armé jämte Paris trupper (under Gallienis överbefäl) det mot nämnda flank riktade anfall, som genom sina följder blev avgörande för slagets utgång. Vintern 1914-15 förde Munoury 6:e armén vid Aisne, men blev i mars samma år svårt sårad och måste avgå från aktiv tjänst. Åter inkallad, blev han i oktober samma år än en gång militärguvernör i Paris. I mars 1916 tog han avsked. Ett par dagar efter sin död utnämndes han, postumt, till marskalk av Frankrike.